# Rue d'Aumale (Anderlecht)
Pour les articles homonymes, voir Rue d'Aumale et Aumale.
La rue d'Aumale (en néerlandais : Aumalestraat) est une voie bruxelloise de la commune d'Anderlecht.

## Situation et accès
Cette rue débute place de la Vaillance et se termine square Émile Vander Bruggen en continuant par la rue de Birmingham.
Elle passe par l'Avenue Auber.
La numérotation des habitations va de 1 à 119 pour le côté impair et de 2 à 146 pour le côté pair.
| ___ | Ce site est desservi par la station de métro : Aumale. |

## Origine du nom
La rue a été nommée ainsi en souvenir du duc Charles Ier d'Aumale exilé à Bruxelles (où il termina sa vie), par le roi Henri IV de France. Il possédait à cet endroit un château de plaisance, dont les dernières traces ont été rasées en 1884 et dont les caves ont été redécouvertes lors de la construction du métro.